# Micropolypodium grisebachii
Micropolypodium grisebachii là một loài dương xỉ trong họ Polypodiaceae. Loài này được Underw. ex C. Chr. A.R. Sm. mô tả khoa học đầu tiên năm 1992.